# Абдул-Азиз ат-Тарифи
Абду́л-Ази́з ибн Марзу́к ат-Тари́фи (араб. عبد العزيز بن مرزوق الطريفي‎; род. 29 ноября 1976, Эль-Кувейт, Кувейт) — саудовский исламский учёный-богослов, хадисовед и бакалавр Шариатского факультета Исламского университета имама Мухаммада ибн Сауда. Бывший шариатский исследователь в Министерстве по делам ислама, пожертвований, призывов и руководства в Саудовской Аравии. Активист в области призыва (дават) и юриспруденции.

## Биография

### Ранние годы
Родился 29 ноября 1976 года в Эль-Кувейте (Кувейт). В детстве переезжал из Кувейта в Мосул, а оттуда — в Египет, прежде чем поселиться в столице Саудовской Аравии Эр-Рияде.

### Образование
Начал заучивать хадисы с их цепочками передатчиков в раннем возрасте, и в этом отношении он проявил блестящие способности, и часто посещал религиозные уроки в мечетях, читая и конспектируя книги.
Закончил своё университетское образование в Шариатском факультете Исламского университета имама Мухаммада ибн Сауда в Эр-Рияде, также прошёл бесплатное юридическое исследование вне академических рамок у многих шейхов, среди них:

### Его учителя
1. Абдул-Азиз ибн Баз — бывший Верховный муфтий Саудовской Аравии, является самым восприимчивым из них, так как он был его учеником более четырёх лет.
2. Абдуллах ибн Абдул-Азиз аль-Акиль — ханбалитский правовед и бывший председатель Постоянного комитета Высшего судебного совета.
3. Абдуррахман ибн Насер аль-Баррак, присутствовал с ним в течение нескольких месяцев изучая книгу («Убеждений») у Аль-Байхаки.
4. Мухаммад Абдуллах ас-Сомали аль-Макки.
5. Хасан аль-Асиюби, по грамматике и морфологии.
6. Мухаммад Аджмал аль-Ислах — член Академии арабского языка в Дамаске.
7. Сафи ар-Рахман аль-Мубаракфури.
8. Мухаммад аль-Барни аль-Хинди по «Фатх аль-Бари» Аль-Хафиза ибн Хаджара.
9. Салих ибн Абдул-Азиз Аль аш-Шейх, по «Муфрадат гараиб аль-Куран» Рагиба аль-Исфахани и «Сунан Абу Дауд».

У него было много поездок и путешествий по многим странам, и получил пользу от многих учёных в Египете, Марокко, Индии, Тунисе и др.

## Взгляды
Работал над изучением современных идей, таких как: секуляризм, либерализм, капитализм, социализм, коммунизм и течения, связанные с исламом.

## Арест
23 апреля 2016 года в социальных сетях появилась информация о том, что власти Саудовской Аравии его арестовали, при этом они не предоставили никаких подтверждений известию об его аресте. Салман аль-Ауда опубликовал сообщение, полученное, по его словам, с мобильного телефона Ат-Тарифи, в котором он сказал: «Он не задержан, и не арестован, но находится в подходящем месте для обсуждения некоторых вопросов».